# イヴァノヴォ
イヴァノヴォ（イワノヴォ、ロシア語: Ива́ново, ラテン文字転写: Ivanovo）は、ロシア連邦の都市。イヴァノヴォ州の州都。人口は約36万人（2021年）。イワノボとも表記される。
モスクワの北東300 kmに位置し、伝統的に「ロシアの織物の首都」と呼ばれてきた。織物を作る労働者の多くは女性であったことから「花嫁の都市」という異名もある。フランスの文学者ナタリー・サロートの出身地でもある。

## 歴史

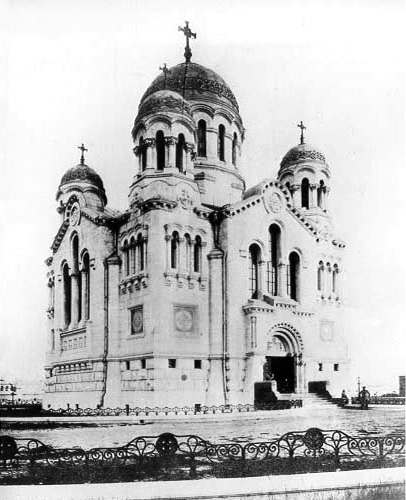
昇天聖堂（ヴォズネセンスキー聖堂）。19世紀末に建設されたが1937年に取り壊された

イヴァノヴォの街の名は1561年に文献に現れている。もとは亜麻から織物を作る村だったイヴァノヴォは17世紀には商業都市となり、1710年にピョートル大帝により織物工場が建設された。19世紀にはイヴァノヴォはロシアの繊維産業を牽引し、ロシアのマンチェスターとも称される繁栄期を迎える。隣接する工業都市ヴォズネセンスキー・ポサド（Вознесенский Посад）を1871年に合併してイヴァノヴォ・ヴォズネセンスクと改名した（1932年に正式名称をイヴァノヴォに戻している）。
20世紀初頭、イヴァノヴォはポーランドの繊維工業都市ウッチ（当時はロシア帝国領）とヨーロッパ第一の繊維生産都市をめぐり競争を繰り広げていた。しかし労働者の生活条件は劣悪でストライキも頻繁であった。これらのストライキのうちの一つがロシア第一革命（1905年）へとつながっている。1905年5月にはイヴァノヴォの労働者がイヴァノヴォ・ソヴィエト（労働者による評議会、議会）を作ったが、これはサンクトペテルブルクのソビエトと並びロシア最初期のソビエトの一つである。
第二次世界大戦後、第48収容地区（グラーグ）が設置され、シベリア抑留を受けた日本人捕虜が遠路移送されてきた。捕虜は強制労働に従事した。

## 経済と文化

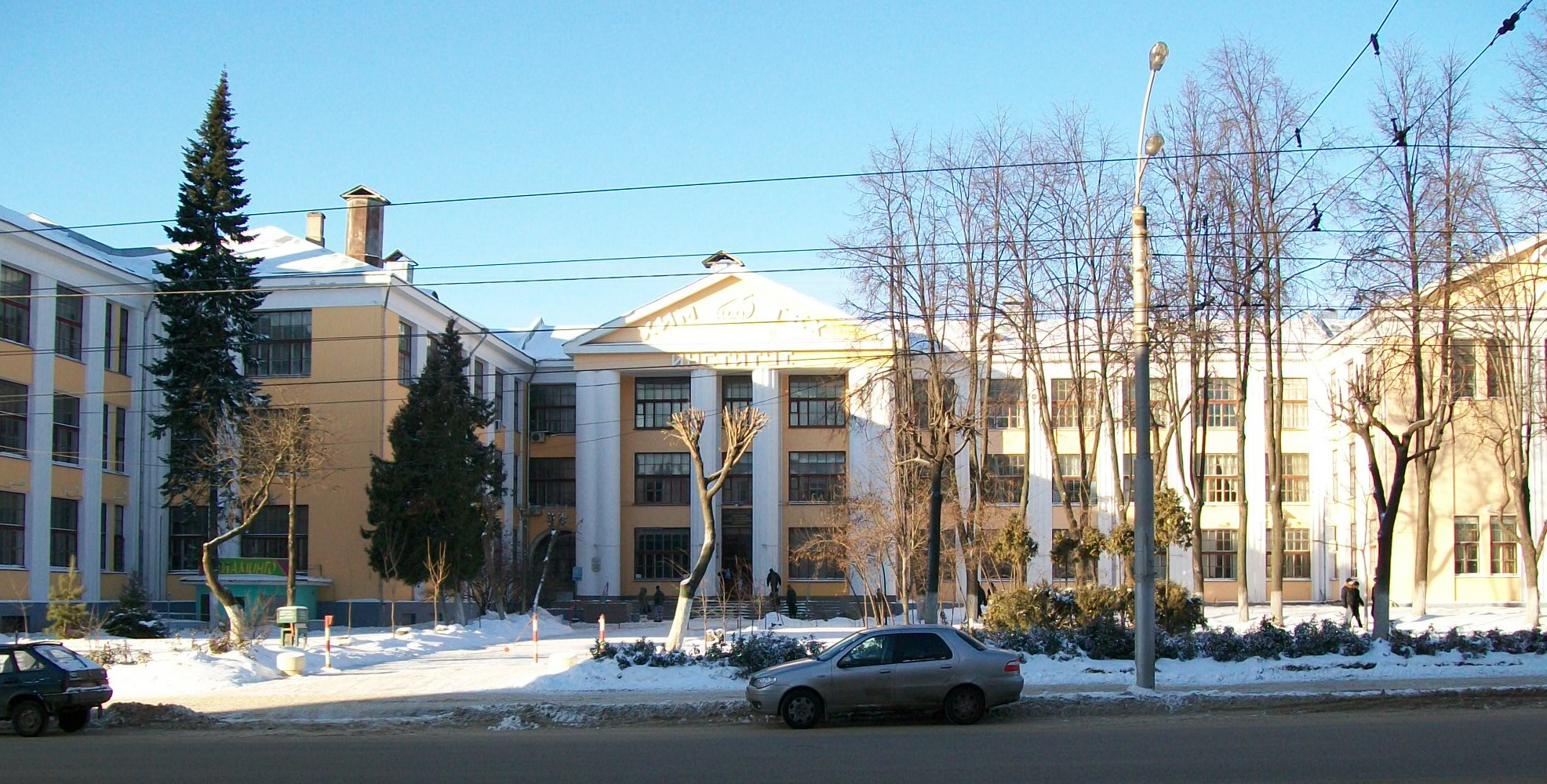
イヴァノヴォ化学技術大学

現在も主な産業は繊維工業であるが、ほかにも化学工業や機械工業も立地する。繊維業はソ連崩壊後打撃を受けており、繊維業の盛んなイヴァノヴォ州の経済はロシア国内でも厳しい部類に入る。またイヴァノヴォ州立大学、イヴァノヴォ医科大学、イヴァノヴォ州立電力大学などもある。ソ連時代の1933年に、世界の共産党指導者の子弟が通う「インタードーム」学校が建てられている。
イヴァノヴォには美術館や博物館があり、イコンやバロック美術、近代美術を所蔵する。また構成主義建築やアール・ヌーヴォーの建物が多く残り、市のオペラ座は構成主義建築の好例である。

## 姉妹都市
- ハノーファー、ドイツ
- カザン、ロシア
- ウッチ、ポーランド
- プレイノ、アメリカ合衆国
- プロヴディフ、ブルガリア
- スタッフォードシャー、イギリス
- フメリニツキー、ウクライナ
- フェルガナ、ウズベキスタン